# Собаки-короли
Соба́ки-короли́ — германо-скандинавский сюжет о собаках (псах), назначенных быть правителями. Схожие по своему характеру истории были распространены и у других народов. Согласно дошедшим письменным источникам, подобная традиция известна со времён Плиния, Плутарха и Элиана. Исследователи объясняют подобные истории их мифологическим, культовым характером.

## История
О назначении пса по кличке Саур (Saurr, Sorr) конунгом Тронхейма (Трандхейм) рассказывает исландский скальд Снорри Стурлусон в «Саге о Хаконе Добром», входящей в сборник королевских саг «Круг земной» (Heimskringla). Согласно его сообщению, Эйстейн, конунг Упплёнда, «которого одни называют Могущественным, а другие Злым», завоевал Трандхейм и возвёл на его престол своего сына. Однако норвежцы взбунтовались и убили иноземного ставленника. В ответ Эйстейн второй раз вторгся в Трандхейм и, желая продемонстрировать свою власть, поставил перед норвежцами ультиматум: «взять в конунги его раба, которого звали Торир Гривастый, или пса, которого звали Саур». Тронхеймцы остановили свой выбор на собаке, так как полагали, что «тогда они скорее сохранят свободу». Схожую историю сообщает датский хронист Саксон Грамматик в «Деяниях данов» (кн. VII, гл. 240). По его сведениям, вождь свевов Гуннар вторгся в Норвегию и в битве победил их короля Регнальда. Желая унизить норвежцев, завоеватель назначил их правителем своего пса:
И дабы ни один способ унижения не был оставлен без внимания, он назначил [ещё и] сатрапов, которые должны были от имени этого пса рассматривать как частные, так и государственные дела. Также он приставил к нему отряды отборных воинов из знати, с тем чтобы они были при нём постоянной и неотлучной стражей. Сверх того он постановил, что если кто-то из придворных посчитает слишком позорным для себя быть покорным этому своему господину и попытается уклониться от того, чтобы всюду сопровождать его со знаками самой полной преданности, куда бы тот ни побежал, то в наказание он заплатит за это отсечением своих конечностей.

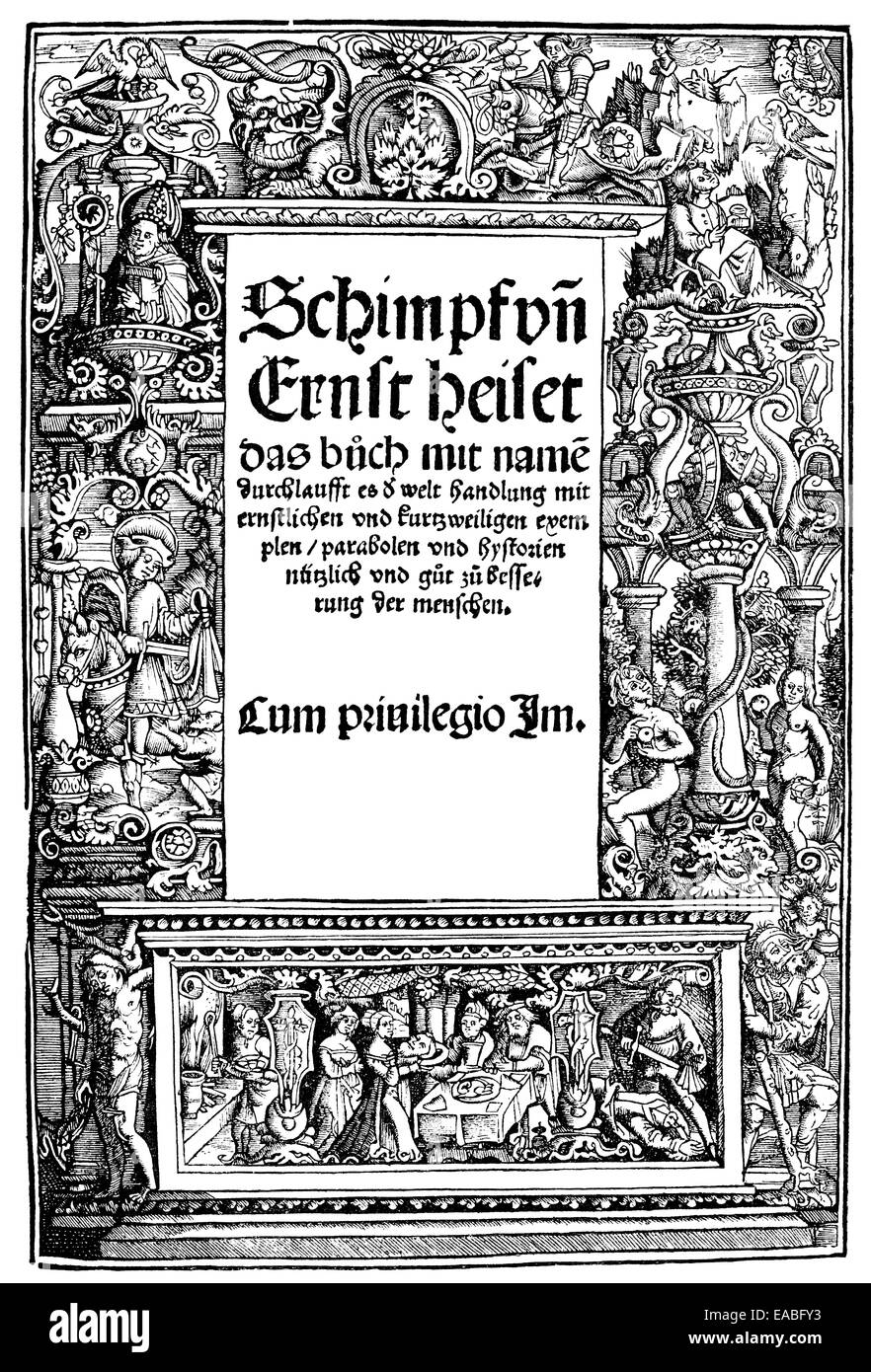
Заглавная страница собрания анекдотических и поучительных историй Иоганна Паули «Смех и дело», ок. 1533

В «Хронике Лейре» "(Chronicon Lethrense) рассказывается, что король Швеции Адисль назначил над данами правителем «щенка лающего по кличке Раки» (Rakke — «собака»). Он погиб во время собачьей драки возле трона, на котором восседал, пытаясь прекратить её. Францисканский богослов и немецкий писатель Иоганн Паули в своём назидательном труде «Смех и дело» (Schimpf und Ernst, 1522), со ссылкой на письменный источник, привёл анекдотический политический казус: «Датчане имели собаку вместо короля». Хорватский богослов Юрий Крижанич, отрицательно отзываясь о характере немецких народов, описывал обычай выбора собаки правителем, якобы имевший место ранее среди них. По его словам, в их стране долго не могли выбрать Царя и избиратели (electores) решили, что им станет тот, кто первый войдет. Им стал ловчий пёс, и они короновали его царём (et illi hune coronarunt regem): «Коронуем его, будет восседать на своём месте, а мы будем править». Пёс правил более года, после чего погиб, а город сгорел от последствий распрей: «Жителей городка … дразнят тем, что они сожрали собаку или ногу жареной собаки: из-за этого (один рассказывал), я знаю, до 50 человек было убито; и наконец, сам город, по тому же поводу, взялся за оружие и был сожжён…»
По мнению исследователей, скандинавские собаки-короли являются персонажами распространённого в различных культурах сюжета о собаке-правителе, известного со времён Плиния, Плутарха и Элиана. В частности, предполагается, что описание Саксона Грамматика восходит не только к скандинавским, но и к античным (римским, греческим, египетским) источникам. Плиний в «Естественной истории» (VI.XXXV.192) сообщал: «на Африканской стороне живут птонебарии; птоемфании, которые почитают собаку за царя, угадывая её приказания по её движениям». Плутарх в трактате «Об общих понятиях. Против стоиков» также связывал эту традицию с Африкой: «Говорят, есть народ среди эфиопов, и в народе том царствует пёс: к нему обращаются как к царю, он принимает царские регалии и почести, однако же делами политического и административного управления занимаются люди». Британский религиовед Джеймс Фрэзер при характеристике римских ритуалов находил в них следы культа собак. Так, на празднествах, посвящённых богине растительности Диане, которые Фрейзер соотносил с подобным обрядом у малоазиатских кельтов-галатов, происходило коронование собак.
К числу аналогичных свидетельств советский литературовед-компаративист Михаил Алексеев был склонен относить и содержание русской былины «Вавила и скоморохи» о походе крестьянского сына Вавилы со странствующими скоморохами «На инишьшое царство // Переигрывать царя-собаку». Они добираются до страны зла «царя-собаки», где «переигрывают» его. После этого инишьшое царство сгорело, а Вавилу назначили царём. Высказывалось предположение, что под «царём-собакой» подразумевался «тиран» Иван Грозный или Борис Годунов. По мнению Алексеева, в данном случае традиция, представленная в сагах, перекликается с параллелью из былины, и может свидетельствовать о культурных контактах русского Севера со Скандинавией. Американский фольклорист Александр Хаггерти Крапп (Alexander Haggerty Krappe) в своей работе, посвящённой собакам-королям (The Dog King), писал, что данная традиция основывается на мифологическом, культовом характере.